# Прогон (князь Арберии)
Прогон (алб. Progoni i Krujës; ум. в 1198) — первый известный правитель Арберии. Правил в период с 1190 по 1198 гг. 

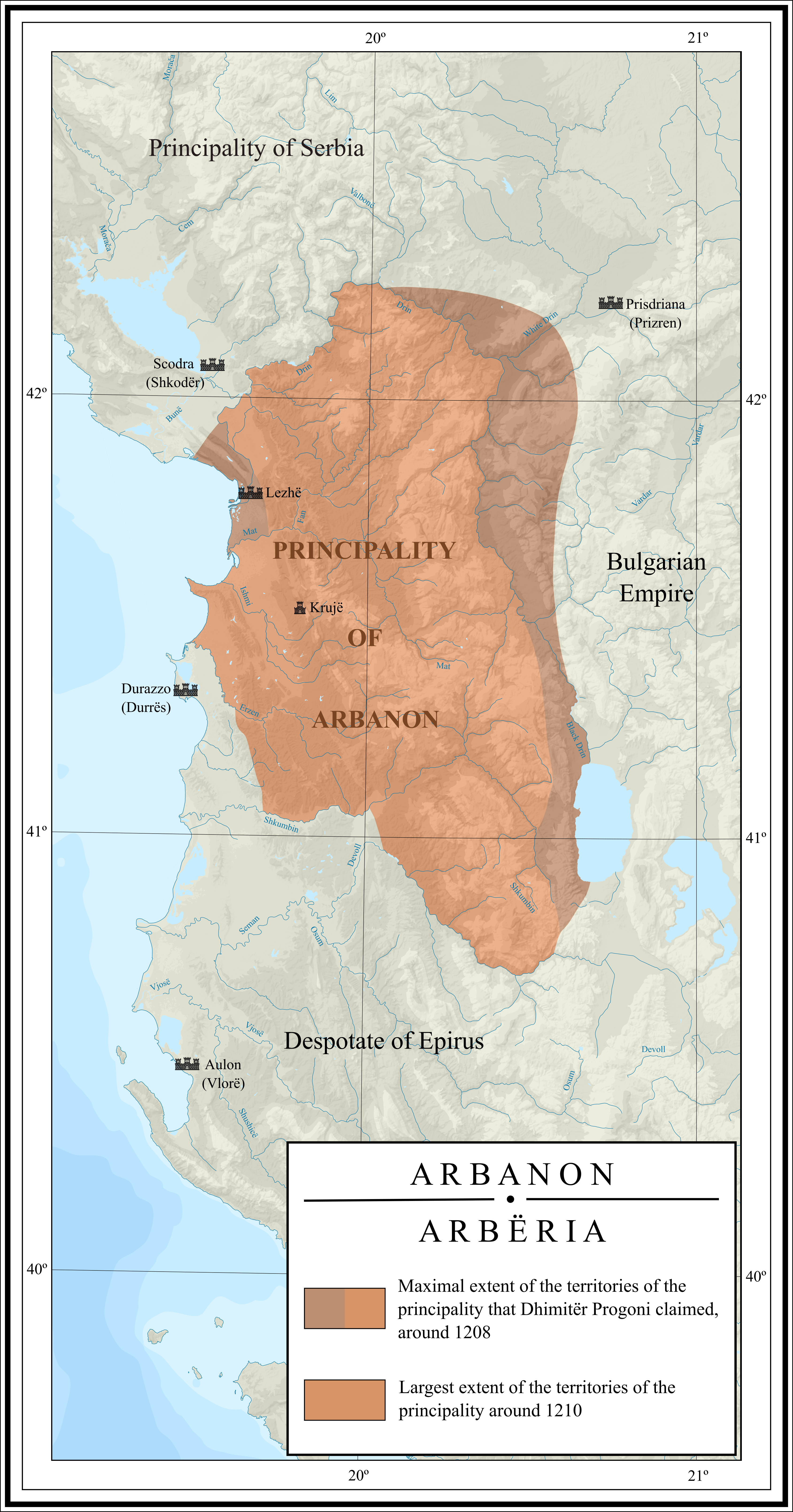

## Биография
Воспользовавшись ослаблением Византии, захватил крепость Круя и её окрестности. В 1190 году провозгласил себя правителем Арберии, формально признав своим сюзереном императора (в византийских источниках назван с титулом архонт).
Княжество Арберия, основанное Прогоном, было первым албанским государством в Средневековье. В статье «Албания» 3-го издания БСЭ оно названо Арберийским принципатом.
Об архонте Прогоне, который был первым правителем Круи и ее окрестностей, известно немного. Между 1190 и 1198 гг. крепость Круя оставалась во владении Прогона, после смерти которого его преемниками стали его сыновья Джин (правил между 1198 и 1208 гг.), а затем Димитр (правил между 1208 и 1216 гг.).